# Шмидт-Рор, Георг
Георг Шмидт-Рор (нем. Georg Albert Johannes Schmidt-Rohr; 24 июля 1890, Франкфурт-на-Одере, Германская империя — февраль 1945, близ Мезерица) — немецкий лингвист, руководящий сотрудник Аненербе.

## Биография

### Ранние годы. Первая мировая война
Родился в лютеранской семье учителя Рихарда Шмидта (1863—1927) и его жены Иды Михэлис (1867—1943). Окончил реальную гимназию в родном городе. До начала 1930-х годов носил фамилию Шмидт. В 1910—1913 годах изучал германистику и языки в Берлине и Йене. С 1907 года участвовал в юношеском движении «Перелётных птиц».
Участник Первой мировой войны, капитан резерва 78-го пехотного полка, был неоднократно ранен. В 1916 году защитил в Йене кандидатскую диссертацию на тему «Задачи военного воспитания молодёжи с точки зрения педагогики», в которой попытался изобразить войну как борьбу за германскую культуру. В годы войны сотрудничал с известным немецким деятелем пропаганды Паулем Рорбахом, вместе с которым в 1918 году разработал политико-языковую концепцию для оккупированных областей России. В этой связи возник меморандум «Что нужно делать, чтобы предотвратить грядущую революцию?».

### Годы Веймарской республики
В 1919 году женился на дочери промышленника Карла Рора Рут Рор, имел трёх детей: сыновей Хайнца-Георга (род. 1922, профессор медицины, основатель социального центра в Вислохе, почётный гражданин города) и Ульриха (род. 1926, профессор физики, руководящий сотрудник Института Макса Планка) и дочь Кристину Тоттен (род. 1920, языковед, заведующая кафедрой современных языков Университета Клэрион в Пенсильвании, США),.
Активно участвовал в деятельности движения «Перелётных птиц», вёл преподавательскую и педагогическую работу, в частности, преподавал в гимназии Фридриха во Франкфурте-на-Одере. Участвовал в основании Педагогической академии (1926).

### Деятельность при нацистах
В мае 1933 года вступил в НСДАП.
Хотя о теориях Шмидт-Рора писали как о «коперниковском повороте в изучении сущности языка», его главное произведение «Язык как образователь народа» было признано вредным из-за гипотез, отклонявшихся от генеральной линии нацистской партии — расового превосходства. Шмидт-Рор был исключён из НСДАП, однако вскоре восстановлен благодаря заступничеству Карла Хаусхофера.
Подчёркивал, что немецкий язык является не менее важным фактором германской народности, чем раса и культура, а также её величайшей ценностью.
С 1934 года являлся членом множества национал-социалистических организаций, однако в политике не участвовал. С 1942 года возглавлял учебно-исследовательский отдел прикладной социологии языка Аненербе. На базе этого отдела по задумке Гиммлера планировалось создать
«Тайное политико-языковое управление», направленное на разложение культуры на оккупированных территориях.
В конце войны командовал соединением фольксштурма на Одере. Информация о дальнейшей судьбе разнится: по одним данным, в феврале 1945 года пропал без вести (официально объявлен мёртвым 18 сентября 1949 года), по другим данным — погиб в бою.
Считается новатором в сфере языкового обоснования национал-социалистической доктрины.

## Сочинения
- Die Aufgaben der militärischen Jugendpflege in pädagogischer Beleuchtung. Jena 1917.
- Die Sprache als Bildnerin der Völker. Jena 1932
- Muttersprache. Vom Amt der Sprache bis der Volkswerdung. Jena 1933.